# Richard Fortus
Richard Fortus, född 17 november 1966 i Saint Louis i Missouri, är en amerikansk musiker, känd som kompgitarrist i rockbandet Guns N' Roses. Han började spela i Guns N' Roses år 2001 och ersatte Paul Tobias. Tidigare har han bland annat spelat i Love Spit Love.
Fortus skrev tema-låten "When Nobody Loves You" från TV-spelet Quantum of Solace (2008), tillsammans med Kerli. Låten är producerad av David Maurice och presenteras i spelets öppningsscen tillsammans med förtexten.